# سوبرامانيان تشاندراشيكار
سوبرامانيان تشاندراشيكار (بالتاميلية: சுப்பிரமணியன் சந்திரசேகர்، بالإنجليزية: Subrahmanyan Chandrasekhar) هو عالم فيزياء فلكية أمريكي من أصل هندي قضى حياته المهنية في الولايات المتحدة، وحصل على جائزة نوبل في الفيزياء لعام 1983 مع عالم الفيزياء ويليام ألفريد فاولر عن الدراسات النظرية للعمليات الفيزيائية ذات الأهمية في بنية النجوم وتطورها. أسفرت معالجته الرياضية للتطور النجمي عن العديد من النماذج النظرية الحالية للمراحل التطورية فيما بعد للنجوم والثقوب السوداء الكبيرة الكتلة.
عمل تشاندراشيكار على مجموعة واسعة من المعضلات الفيزيائية في حياته، إذ ساهم في الفهم الحديث للبنية النجمية، والأقزام البيضاء (النجوم صغيرة الحجم عالية الكثافة)، والديناميكا النجمية، والعملية التصادفية (العشوائية)، والنقل الإشعاعي، ونظرية الكم الخاصة بأنيون الهيدروجين، والاستقرار الهيدروديناميكي والهيدرومغناطيسي، والاضطرابات، واستقرار الأشكال الإهليلجية والنسبية العامة والنظرية الرياضية للثقوب السوداء ونظرية اصطدام أمواج الجاذبية.
في جامعة كامبريدج، طور نموذجًا نظريًا يشرح بنية النجوم البيضاء القزمة الذي أخذ في الاعتبار التباين النسبي للكتلة بسرعات الإلكترونات التي تتألف منها المادة المتحللة. وأظهر أن كتلة القزم الأبيض لا يمكن أن تتجاوز 1.44 مرة كتلة الشمس حد تشاندراشيكار. راجع تشاندراشيكار نماذج الديناميكا النجمية التي أوضحها «يان أورت» وآخرون من خلال النظر في تأثير تذبذب حقول الجاذبية داخل درب التبانة على النجوم التي تدور حول مركز المجرة. تضمّن حله لهذه المشكلة الديناميكية المعقدة مجموعة من 20 معادلة تفاضلية جزئية، وصف كمية جديدة أطلق عليها «الاحتكاك الديناميكي»، والتي لها تأثيرات مزدوجة تتمثل في تباطؤ سرعة النجم والمساعدة في استقرار مجموعات من النجوم. توسّع تشاندراشيكار في هذا التحليل إلى الوسط البين نجمي، موضحًا أن سحب غاز المجرات والغبار موزعة بشكل غير متساو.
درس تشاندراشيكار في كلية «بريزيندانسي»، «مدراس» (المعروفة الآن تشيناي)، وجامعة كامبريدج. كان أستاذًا لفترة طويلة في جامعة شيكاغو، وقد قام ببعض دراساته في مرصد «ييركس»، وعمل رئيسًا لتحرير مجلة الفيزياء الفلكية من 1952 إلى 1971. كان يعمل في هيئة التدريس في شيكاغو من عام 1937 حتى وفاته في عام 1995 عن عمر يناهز 84 عامًا، وكان أستاذًا متميزًا في مجال الفيزياء الفلكية النظرية.

## البداية والتعليم
وُلد تشاندراشيكار في التاسع عشر من أكتوبر من عام 1910 في «لاهور» بمدينة «بنجاب» الهند البريطانية (التابعة لباكستان الآن)، لعائلة من «تاميل أيير»، والدته سيتا بالاكريشنان (1891-1931) ووالده تشاندراشيكار سوبرامانيا (1885-1960) الذي أقام في لاهور وعمل كنائب لمراجع الحسابات العام للسكك الحديدية الشمالية الغربية في وقت ميلاد تشاندراشيكار. كان لديه شقيقتان كبيرتان، راجالاكشمي وبالابارفاثي، وثلاثة إخوة أصغر سنًا وهم فيشواناثان، وبالاكريشنان، وراماناثان، وأربعة أخوات أصغر سنًا وهن سارادا، وفيديا، وسافيتري، وسونداري. كان عمه «سي. في. رامان» الفيزيائي الهندي الشهير والحائز على جائزة نوبل عام 1930. كانت والدته تكرس حياتها للسعي الفكري، فقد ترجمت بيت الدمية للكاتب المخرج المسرحي هنريك إبسن إلى اللغة التاميلية، وكانت صاحبة الفضل في إثارة الفضول الفكري لدى تشاندراشيكار في سن مبكرة. انتقلت الأسرة من لاهور إلى «الله أباد» عام 1916، واستقرت أخيرًا في مدراس في عام 1918.
درس تشاندراشيكار في المنزل حتى سن الثانية عشرة.
كان والده يعلمه الرياضيات والفيزياء أما والدته فكانت تعلمه لغة «التاميل»، التحق بعد ذلك بالمدرسة الثانوية الهندوسية، «تريبليكان» بمدينة مدراس بين عامي (1922-1925). بعد ذلك، درس في كلية «بريزيدينسي» في مدراس من عام 1925 إلى عام 1930، وكتب أول ورقة بحثية له بعنوان: تبعثر كومبتون والإحصاءات الجديدة، في عام 1929 بعد أن كان استلهم الفكرة من محاضرة «أرنولد سومرفيلد». حصل على درجة البكالوريوس مع مرتبة الشرف في الفيزياء في يونيو 1930. في يوليو 1930، حصل تشاندراشيكار على منحة دراسية من حكومة الهند لمتابعة الدراسات العليا في جامعة كامبريدج، فقبلوه في كلية «ترينيتي» بنفس الجامعة، بترشيح من فاولر الذي تواصل معه عند كتابة ورقته البحثية الأولى. خلال رحلاته إلى إنجلترا، قضى تشاندراشيكار وقته في استنباط وتطوير الميكانيكا الإحصائية لغاز الإلكترون المنحل في النجوم القزمة البيضاء، ما يوفر تصحيحات نسبية لعمل فاولر السابق.

## روابط خارجية
- سوبرامانيان تشاندراشيكار على موقع الموسوعة البريطانية (الإنجليزية)
- سوبرامانيان تشاندراشيكار على موقع مونزينجر (الألمانية)
- سوبرامانيان تشاندراشيكار على موقع ميوزك برينز (الإنجليزية)
- سوبرامانيان تشاندراشيكار على موقع إن إن دي بي (الإنجليزية)